# Gustave Marchegay
Gustave Marchegay, né le 25 août 1859 à Saint-Germain-de-Prinçay et mort le 19 juin 1932 à Bains-les-Bains, est un architecte, aquarelliste et sculpteur français.

## Biographie
Émile Gustave Marchegay est né le 25 août 1859 à Saint-Germain-de-Prinçay, en Vendée, dans la propriété familiale de Lousigny. 
Il se dirige d'abord vers une formation d'ingénieur en suivant l'exemple de son grand-père Félix Marchegay de Lousigny. Admis à l'École polytechnique, il préfère rejoindre l'École centrale des arts et manufactures, puis les Beaux-Arts dont il sort diplômé en 1885.
Gustave Marchegay devient ensuite architecte de la Ville de Paris, et sera ainsi inspecteur aux installations de l'Exposition universelle de 1900 sur proposition de Louis Pasteur. Il est nommé chevalier de la Légion d'honneur le 14 août 1900. 
Au nom de son agence d'architecture, établie rue de Tournon à Paris, il réalise les plans des châteaux de Coupigny à Orbais-l'Abbaye et de La Bobinière à Mouchamps. On lui doit également une partie de la caserne des Célestins et la reconstruction des bâtiments de l'École alsacienne. 
Il planifie la construction d'un certain nombre d'édifices religieux en Île-de-France, comme la chapelle protestante de Ville-d'Avray,. Il est lui-même protestant réformé.
À partir de 1928, Gustave Marchegay expose au Salon d'Automne. Il est rapidement connu pour ses sculptures aquatiques, s'inspirant des longues heures qu'il dédie à sa passion : la pêche. Il meurt le 19 juin 1932 à Bains-les-Bains, et est inhumé au cimetière du Montparnasse. 

### Vie privée
Gustave Marchegay épouse le 20 octobre 1885 la petite-fille de Désiré Nisard, écrivain et membre de Académie française. 
Son grand-père était Félix Marchegay de Lousigny, et il descendait du colonel Louis Majou par sa mère. Sa cousine Nicole Marchegay épousera le fils de son camarade de promotion aux Beaux-Arts, William Cargill.

## Décorations
- officier de la Légion d'honneur
- chevalier de l'ordre de Léopold
- chevalier de l'ordre d'Isabelle la Catholique
- chevalier de l'ordre de l'Immaculée Conception de Vila Viçosa
- officier de l'ordre du Nichan Iftikhar
- chevalier de l'ordre du Dragon d'Annam
- officier de l'Instruction publique[8]

## Postérité
Certaines de ses sculptures sont conservées au musée d'Orsay, à Paris,, ainsi qu'aux musées de La Roche-sur-Yon et Despiau-Wlérick à Mont-de-Marsan.